# بیشویلر
بیشویلر (به فرانسوی: Bischwiller) یک کمون در فرانسه است که در Canton of Bischwiller واقع شده‌است.

## خصوصیات
بیشویلر ۱۷٫۲۵ کیلومترمربع مساحت و ۱۲٬۹۴۹ نفر جمعیت دارد.

## خواهرخوانده
شهر هورنبرگ (شوارتسوالد) خواهرخواندهٔ بیشویلر هست.